# كريس باتريك
كريس باتريك (بالإنجليزية: Chris Patrick)‏ (و. 1984 – م) هو لاعب كرة قدم أمريكية، من الولايات المتحدة الأمريكية، ولد في إيثاكا.